# Ходурки
Ходу́рки — село в Україні, у Чижівській сільській територіальній громаді Звягельського району Житомирської області. Населення становить 211 осіб (2001). Село розташоване на правому березі річки Случ.

## Історія
У 1941—54 роках — адміністративний центр колишньої Ходурківської сільської ради Городницького району.